# Guanentá

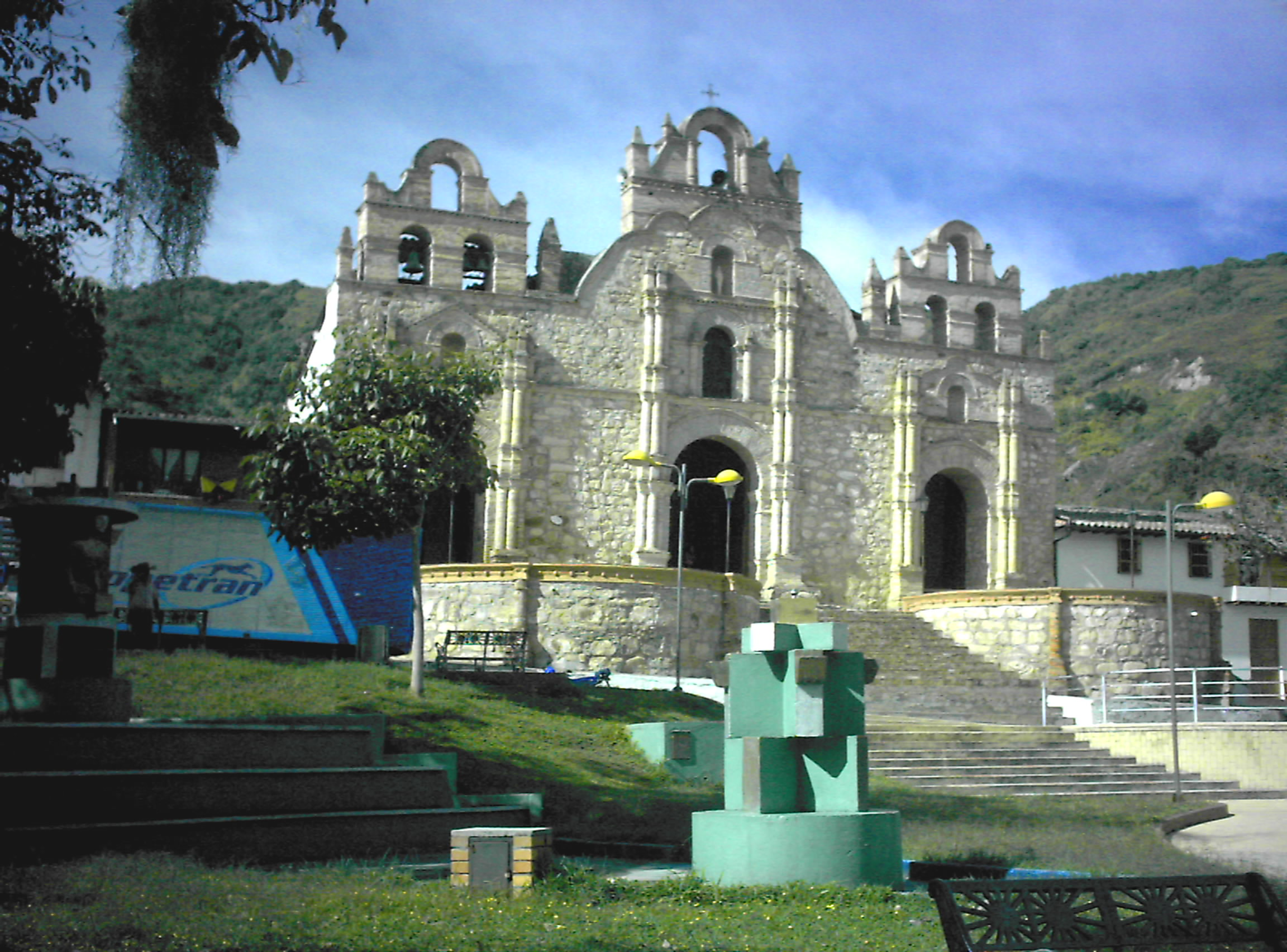
Église de pierre à Aratoca, dans la province de Guanentá.

Guanentá est une province du département de Santander en Colombie. 
Elle fut fondée le 17 mars 1689 et fut ainsi appelé en l'honneur des Amérindiens Guanes, tribu Chibcha qui vivait dans ce secteur. 
Son chef lieu est San Gil.